# Taskent
Taskent o Tashkent (en uzbeko: Toshkent; en ruso: Ташкент, romanizado: Taškent) es la capital de Uzbekistán, así como de la provincia homónima.
Su nombre actual significa en turcomano: Ciudad de piedra. En el pasado, también se llamó Chach, Shash y Binkent. Fue durante muchos siglos un punto de paso importante en la Ruta de la Seda, ruta comercial que unía Asia con Europa.
A pesar de no tener el valor histórico de otras ciudades uzbecas, como Samarcanda, Jiva o Bujará, Taskent es el principal centro económico y cultural de Uzbekistán. En ella se encuentran las principales empresas transnacionales e instituciones académicas del país. En la ciudad se publican nueve periódicos en uzbeko, otros nueve en ruso y otros cuatro en inglés. Es la ciudad natal de la pianista del repertorio clásico Lola Astanova

## Toponimia
La actual ciudad de Taskent aparece mencionada por vez primera en fuentes escritas en el siglo III a. C., con el nombre Chach o Shash, al parecer procedente del vocablo chino «piedra». Este nombre se combinaría posteriormente con el término iraní kent («ciudad»), dando lugar al nombre actual.

## Historia
En los siglos IV y V de nuestra era, existía ya un asentamiento urbano permanente en el emplazamiento de la ciudad actual. El territorio de lo que es Taskent actualmente fue colonizado por pueblos antiguos como un oasis en el río Chirchik, cerca de las estribaciones de las montañas del oeste de Tian Shan. En la antigüedad en esta área estaba Beitian, la "capital" de verano de la confederación Kangju.

### Historia preislámica
En los tiempos preislámicos y principios de la época islámica, la ciudad y la provincia se conocía como Chach. El Shahnameh de Ferdowsi también se refiere a la ciudad como Chach. Más tarde, la ciudad llegó a ser conocido como Chachkand o Chashkand, que significa "Ciudad de Chach".
El principado de Chach tenía una ciudadela cuadrada construida en Taskent en torno al siglo V y III a. C., a unos ocho kilómetros al sur del río Syr Darya. En el siglo VII, Chach tenía más de 30 ciudades y una red de más de 50 canales, formando un creciente centro de comercio entre los sogdianos y los nómadas turcos. El monje budista Xuanzang 玄奘 (602 o 603-664 d. C.), quien viajó desde China a la India a través de Asia central, que se menciona el nombre de la ciudad como Zhěshí 赭 时. Las crónicas chinas, Suí shū 隋書 (Libro de Sui), Běi shǐ 北史 (Historia de las Dinastías del Norte) y Táng shū 唐書 (Libro de Táng), mencionan una posesión llamado Shí 石 o Zhěshí 赭時 con un capital de la mismo nombre desde el siglo V d. C. [Bichurin de 1950. v II].

### Historia islámica
En la segunda mitad del siglo séptimo, el Imperio persa sasánida cayó conquistado por una ofensiva árabe-islámica. Bajo la dinastía Samánida (819-999), cuyo fundador Saman Juda se había convertido al islam por un Zoroastro sasánida persa, la ciudad llegó a ser conocida como Binkath. Sin embargo, los árabes conservaron el nombre antiguo de Chach para la región circundante, pronunciando al-Shash.
El nombre moderno turco de Tashkent ("Ciudad de Piedra") proviene de una regla qarajánida del siglo X (Tash en lenguas turcas significa "piedra". Kand, qy, kent, kad, kath, kud —todo significa "ciudad"— se deriva del persa/sogdiano کنده o kanda, es decir, "pueblo" o "ciudad". Esto se encuentran en los nombres de ciudades como Samarcanda, Yarkanda, Penjikent, Juyand, etc.) A partir del siglo XVI, el nombre evolucionó desde Chachkanda o Chashkanda a Tashkanda. La ortografía moderna de "Tashkent" refleja la ortografía rusa del siglo XX y la influencia soviética.
En el siglo VIII, la región se vio influida por los inmigrantes islámicos.

### Conquista de los mongoles
En 1219, Gengis Kan conquistó la ciudad, incorporándola al vasto imperio mongol. En el siglo XIV la ciudad fue parte del imperio de Tamerlán, que acabaría conquistado por otros pueblos de origen mongol. Bajo las dinastías Timúridas y Shaybánidas la ciudad revivió, a pesar de los ataques ocasionales de los uzbekos, kazajos, persas, mongoles y oirates.
Durante los siglos XVII y XVIII, aumentarían los contactos comerciales entre Taskent y Rusia, en particular durante el reinado del zar Pedro el Grande (1682-1725), con el que se establecen relaciones diplomáticas por primera vez entre la corte rusa de San Petersburgo y los kanatos centroasiáticos.
En 1809, Taskent fue anexionada al Kanato de Kokand. En ese momento, Taskent tenía una población de alrededor de 100 000 habitantes y estaba considerada como la ciudad más rica de Asia central. Prosperó en gran medida a través del comercio con Rusia, pero se irritó bajo los altos impuestos de Kokand. El clero de Tahkent también favoreció al clero de Bujará sobre el de Kokand. Sin embargo, antes de que el Emir de Bujará pudiese capitalizar ese descontento, el ejército ruso llegó.
En algunas zonas de la ciudad permanecen los nombres de las Puertas de Taskent, antiguas fortificaciones que datan del siglo X, la última desapareció en 1890. [cita requerida]
A mediados del siglo XIX se conservaba en la ciudad un mercado de esclavos humanos, comúnmente se intercambiaban por animales y artículos para el hogar.[cita requerida]

### Época zarista
En mayo de 1865, Mijaíl Cherniáyev, actuando contra las órdenes directas del zar y superando en número al menos 15-1, realizó un atrevido ataque nocturno contra una ciudad con un muro de 25 kilómetros de largo con 11 puertas y 30 000 defensores. Mientras un pequeño contingente organizó un ataque de distracción, la fuerza principal penetró en las paredes, dirigida por un sacerdote ortodoxo ruso armado solo con un crucifijo. Aunque la defensa era rígida, los rusos capturaron la ciudad después de dos días de intensos combates y la pérdida de solo 25 muertos en comparación con varios miles de defensores (incluido Alimqul, el gobernante del kanato de Kokand). Cherniáyev, apodado el "León de Tashkent" por los ancianos de la ciudad, organizó una campaña de "corazones y mentes" para ganarse a la población. Abolió los impuestos durante un año, montó desarmado por las calles y los bazares que se reunían con gente común, y se nombró a sí mismo "Gobernador Militar de Tashkent", y recomendó al zar Alejandro II que la ciudad se convirtiera en un kanato independiente bajo protección rusa.
El zar recompensó generosamente a Cherniáyev y sus hombres con medallas y bonos, pero consideró al general impulsivo como un "cañón suelto", y pronto lo reemplazó con el general Konstantin von Kaufmann. Lejos de obtener la independencia, Taskent se convirtió en la capital del nuevo territorio del Turquestán ruso, con Kaufman como primer gobernador general. Un acantonamiento y un asentamiento ruso se construyeron a través del Canal Anjor desde la ciudad vieja, y los colonos y comerciantes rusos ingresaron. Taskent fue un centro de espionaje en la rivalidad del Gran Juego entre Rusia y el Reino Unido sobre Asia Central. El Distrito Militar de Turquestán se estableció como parte de las reformas militares de 1874. El Ferrocarril Transcaspio llegó en 1889, y los trabajadores ferroviarios que lo construyeron también se asentaron en Taskent, trayendo consigo las semillas de la Revolución Bolchevique.

### Efecto en la Revolución rusa

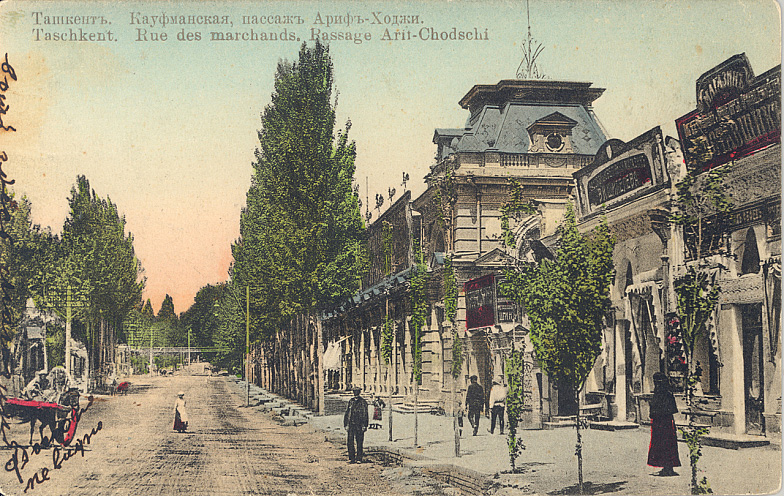
Taskent hacia 1910.

Con la caída del Imperio ruso, el gobierno provisional ruso eliminó todas las restricciones civiles basadas en la religión y la nacionalidad, contribuyendo al entusiasmo local por la Revolución de febrero. El sóviet de Taskent de Diputados de Soldados y Obreros se estableció pronto, pero representaba principalmente a residentes rusos, que constituían aproximadamente una quinta parte de la población de Taskent. Los líderes musulmanes establecieron rápidamente el Consejo Musulmán de Taskent (Tashkand Shura-yi-Islamiya) con sede en la ciudad vieja. El 10 de marzo de 1917, hubo un desfile con los trabajadores rusos marchando con banderas rojas, los soldados rusos cantando La Marseillaise y miles de asiáticos locales de la región central. Tras varios discursos, el gobernador general Aleksey Kuropatkin cerró los eventos con las palabras: «¡Viva la gran Rusia libre!».
La Primera Conferencia Musulmana de Turquestán se celebró en Taskent del 16 al 20 de abril de 1917. Al igual que el Consejo Musulmán, fue dominada por los reformistas musulmanes Jadid. Una facción más conservadora surgió en Taskent centrada alrededor del Ulema. Esta facción demostró ser más exitosa durante las elecciones locales de julio de 1917. Formaron una alianza con los conservadores rusos, mientras que el soviético se volvió más radical. El intento soviético de tomar el poder en septiembre de 1917 no tuvo éxito.
En abril de 1918, Taskent se convirtió en la capital de la República Socialista Soviética Autónoma de Turquestán (Turquestán ASSR). El nuevo régimen fue amenazado por fuerzas blancas, basmachi; revueltas desde dentro, y purgas ordenadas desde Moscú. En 1930, Taskent cayó dentro de las fronteras de la RSS de Uzbekistán y se convirtió en la capital de la RSS de Uzbekistán, desplazando a Samarcanda.

### Época soviética
En 1924, tras la incorporación de la República Socialista Soviética de Uzbekistán a la Unión Soviética, Samarcanda sustituye a Taskent como capital, primero del Turquestán, y después de dicha república, fundada el 27 de octubre de ese mismo año. Esto se mantendría así hasta que de nuevo en 1930, Taskent sustituye a Samarcanda como capital. La incorporación a la URSS correspondió con el período de industrialización de la ciudad, en las décadas de 1920 y 1930.
La violación del Pacto Ribbentrop-Mólotov, por el que la Alemania nazi invadió la Unión Soviética en junio de 1941 provocó que el gobierno trabajara para reubicar las fábricas del oeste de Rusia y Ucrania hacia la zona Taskent, preservando así la capacidad industrial soviética. Esto conllevó un gran aumento industrial en la ciudad durante la Segunda Guerra Mundial.
Taskent fue además el destino de la mayoría de los emigrados comunistas alemanes y la población rusa proveniente de zonas afectadas por el conflicto aumentó de manera drástica hasta alcanzar más de un millón. Esto conllevó que rusos y ucranianos representaran más de la mitad del total de residentes de Taskent. Muchos de los ex refugiados se quedaron a vivir allí después de la guerra, en lugar de regresar a sus antiguos hogares. Durante el período de la posguerra, la Unión Soviética estableció numerosas instalaciones científicas y de ingeniería en Taskent.
El 26 de abril de 1966, gran parte de la antigua ciudad fue destruida por un gran terremoto de 7,5 grados en la escala de Richter. Más de 300 000 habitantes quedaron sin hogar. Unos 78 000 hogares fueron destruidos debido a que se encontraban mal diseñados, principalmente en las zonas densamente pobladas de la ciudad vieja, donde predominaban viviendas de adobe tradicional. Las repúblicas soviéticas, y algunos otros países como Finlandia, enviaron "batallones de pueblos hermanos" y planificadores urbanos para ayudar a reconstruir la devastada ciudad. Crearon un modelo de ciudad soviética de calles anchas con árboles, parques, plazas inmensas para desfiles, fuentes, monumentos, y acres de bloques de apartamentos. Cerca de 100 000 nuevos hogares fueron construidos en 1970, pero muchos fueron ocupados por los constructores en lugar de a los residentes sin hogar de Taskent. El mayor desarrollo en los años siguientes aumentó el tamaño de la ciudad con las principales novedades en el área Chilonzar, en el noreste y sureste de la ciudad.
Debido al terremoto de 1966 y al desarrollo soviético, se ha conservado poco del patrimonio arquitectónico de la historia antigua de Taskent, hay pocas estructuras que denoten su antigua importancia como punto de comercio en la Ruta de la Seda. En el momento de la caída de la Unión Soviética en 1991, Taskent era la cuarta ciudad más grande de la URSS y un centro de aprendizaje en los campos de la ciencia y la ingeniería.
A principios de septiembre de 1983 la ciudad celebró el 2000 aniversario de su fundación, pero recientes descubrimientos arqueológicos lo han desmentido al comprobarse que tenían una antigüedad de 2200 años. [cita requerida]

### Capital de Uzbekistán
El 31 de agosto de 1991 fue declarada en Taskent la independencia de Uzbekistán, momento en el que era la cuarta mayor ciudad de la URSS y un gran centro para el aprendizaje de ciencias e ingenierías.
Desde 1991, la ciudad ha cambiado económica, cultural y arquitectónicamente, el nuevo desarrollo ha reemplazado o sustituido los iconos de la era soviética. La estatua más grande jamás construida en honor de Lenin fue reemplazada por un globo, que ofrece un mapa geográfico de Uzbekistán. Los edificios de la era soviética han sido reemplazados por nuevos edificios modernos. El distrito "central de Taskent" incluye el edificio 22-story NBU Bank, un hotel InterContinental, el Centro Internacional de Negocios y el Edificio Plaza.
En 2007, Taskent fue nombrada como "capital cultural del mundo islámico" por Moscow News, ya que la ciudad cuenta con numerosas mezquitas históricas e importantes sitios islámicos, incluyendo la Universidad Islámica. Taskent cuenta con el primer manuscrito del Samarkand Kufic Corán o Samarkand Codex que se encuentra en Taskent desde 1924.
En la actualidad es la capital y ciudad más cosmopolita de Uzbekistán, se caracteriza por sus calles arboladas, múltiples fuentes y parques agradables, o por lo menos lo hacía hasta las campañas de tala de árboles iniciadas en 2009 por el gobierno local.

## Lugares de interés
Debido a la destrucción de muchos de sus edificios históricos tras la Revolución rusa de 1917 y, posteriormente, durante el devastador terremoto de 1966, se ha perdido una gran parte de la arquitectura tradicional de Taskent. Uno de los edificios más importantes que aún se conservan en la ciudad es la madraza de Kukeldash, del siglo XVI. En la actualidad, el edificio alberga una mezquita, y está siendo transformado en museo. La construcción de este edificio se remonta al reinado de Abdullah Jan (1557-1598).
Durante el siglo XIX, el Gran Duque Nicolás Constantínovich de Rusia, nieto del zar Nicolás I de Rusia, fue desterrado a Taskent, donde murió y fue enterrado. Su palacio se conserva aún en el centro de la ciudad, cerca de la plaza Mustaqillik Maidoni.
El edificio más emblemático del Taskent actual es la torre de televisión, la más alta de Asia Central,[cita requerida] que destaca por integrar elementos arquitectónicos tradicionales uzbecos. La torre recibe unos 70 000 visitantes anuales.
En Taskent se conserva uno de los ejemplares más antiguos del Corán.[cita requerida]

## Museos
Museo Amir Timur
Fue inaugurado en 2006. El edificio es un ejemplo de arquitectura oriental: un edificio redondo está coronado por una enorme cúpula azul. Todo el perímetro está decorado con elegantes columnas las cuales parecen apoyar el techo.
En el Museo se expone sobre la historia antigua de la región. Hay pinturas, documentos históricos que se relacionan con la vida y la actividad de Amir Timur, manuscritos únicos, armas, ropa vieja, utensilios y monedas. Cada una de las exposiciones es un pedazo de historia.
El museo de astronomía
En el Museo se representan los retratos de los grandes astrónomos, fotografías de planetas y estrellas. Entre otras curiosidades está el telescopio del siglo XVIII del inglés James Short. Se exhibe el cronómetro marítimo inventado por el relojero londinense Harrison en el siglo XVIII. Se pueden ver también un telescopio alemán del siglo XVIII, un telescopio francés de fines del siglo XIX y el globo celeste de Muhammad Sharif Bujari, también del siglo XIX.
Museo Estatal de Artes Aplicadas de Uzbekistán
Está situado en el Palacio que en el pasado perteneció a Alexandr Polovtcev. Se construyó a fines del siglo XIX, el interior está lujosamente decorado. Se inauguró el año 1938 y fue restaurado dos veces en los años 1941 y 1961.
Hoy día en día se pueden ver obras hechas a mano de maestros nacionales desde la primera mitad del siglo XIX hasta nuestros días.
Museo Estatal de Arte de Uzbekistán
El museo presenta las muestras de arte antiguo y de la Edad Media de Uzbekistán, decoraciones arquitectónicas, telas, alfombras, bordados, artículos tallados, costura de oro y joyería.
También es exhibe arte de China, India, Japón, Corea del Sur e Irán, con colecciones de bronce, porcelana, hueso de elefantes, madera tallada, instrumentos musicales, alfombras, y esculturas en piedra.
Hay una colección de obras de arte rusa: iconos y pinturas del siglo XVIII (I.Nikitin, F.Rokotov, D.Levitskiy y V.Borovikovskiy).
Se exponen lienzos del siglo XIX de A.Orlovskiy, О.Kiprenskiy, L.Plaxov, V.Perov, G.Myasoyedov, N.Kramskiy, N.Ge, А.Kuinge, I.Shishkin, I.Levitan, A.Savrasov, I.Ayvazovskiy, I.Repin y otros. Pertenece al Museo la colección de obras de pintores rusos de fines del siglo XIX y comienzos del siglo XX “Vanguardia rusa”: А.Benua, B.Kustodiev, V.Serov, K.Korovin, А.Lentulov, R.Falk, V.Kandinskiy y K.Malevich.
Museo Estatal de Naturaleza de Uzbekistán
Tiene casi 400 000 objetos, de los cuales 300 000 son insectos, 11 000 hojas de herbarios, y los materiales zoológicos (vertebrados) y geológicos.
Мuseo de Memoria de Víctimas de Represión
Es el único en el territorio de la CEI (Comunidad de Estados Independientes). Representa todo lo que está relacionado con la represión y persecución del pueblo de Uzbekistán primeramente en la Rusia zarista y después en la Unión Soviética.
Museo de Cuerpos Militares
Dedicado a la participación de soldados de Uzbekistán en La Gran Guerra Patria. Exposición “En guardia de Uzbekistán independiente” presenta tipos y armas de ejército, y la vida de los militares.

## Geografía

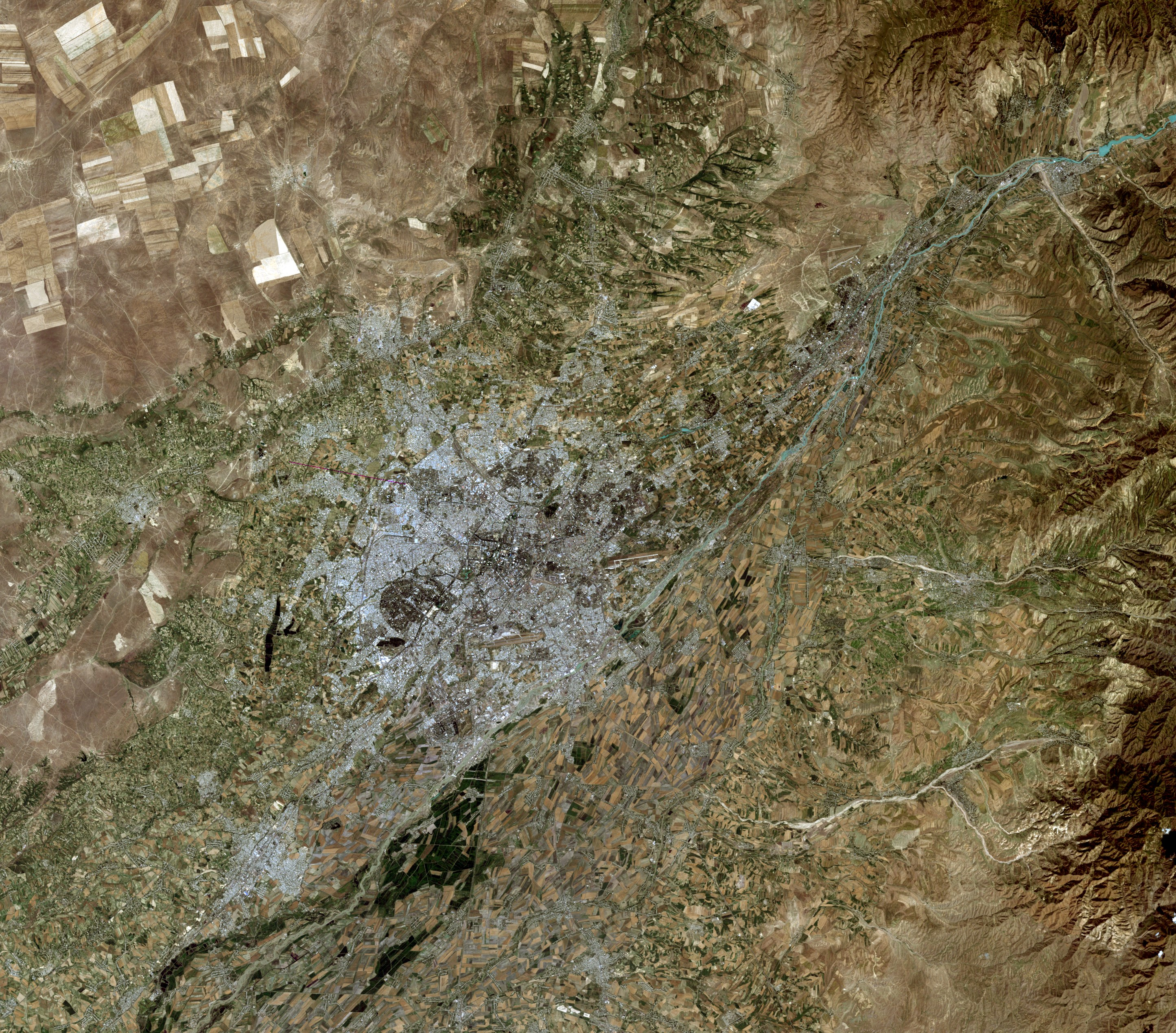
Taskent y alrededores, imagen del satélite Landsat 5.

Taskent se encuentra situada en las coordenadas 41°18′N 69°16′E / 41.300, 69.267 en una llanura al oeste de los montes Altái, en la carretera entre Shymkent y Samarcanda, en el extremo oriental del país, junto a la frontera con Kazajistán, y muy cerca del valle de Ferganá y de Kirguistán.
Se encuentra en la confluencia del río Chirchiq (en inglés Chirchik River) y varios de sus afluentes y se basa en profundos depósitos aluviales de hasta 15 metros. La ciudad está situada en una zona tectónica activa sufriendo un gran número de temblores y algunos terremotos. Un terremoto en 1966 alcanzó 7,5 en la escala de Richter.

Desarrollo urbanístico de Taskent
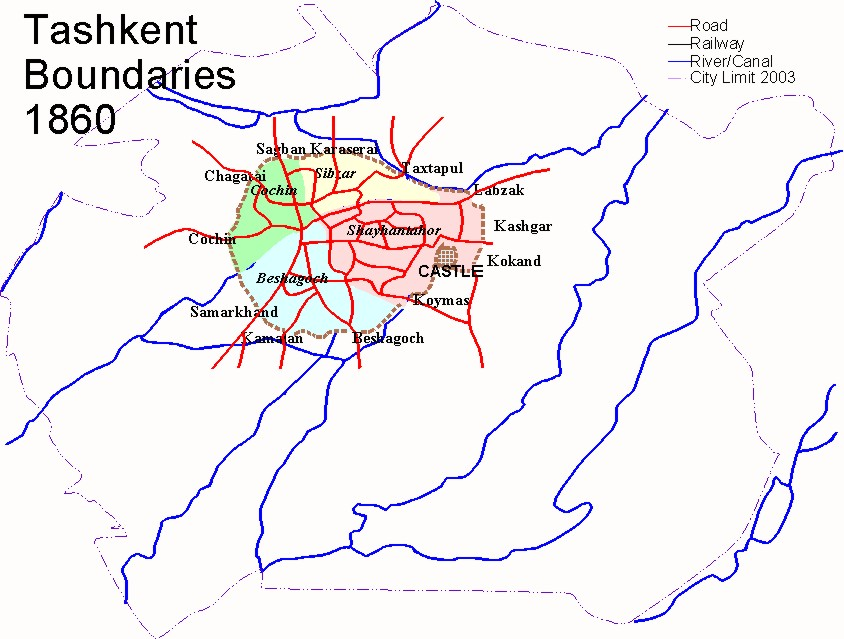
c. 1865
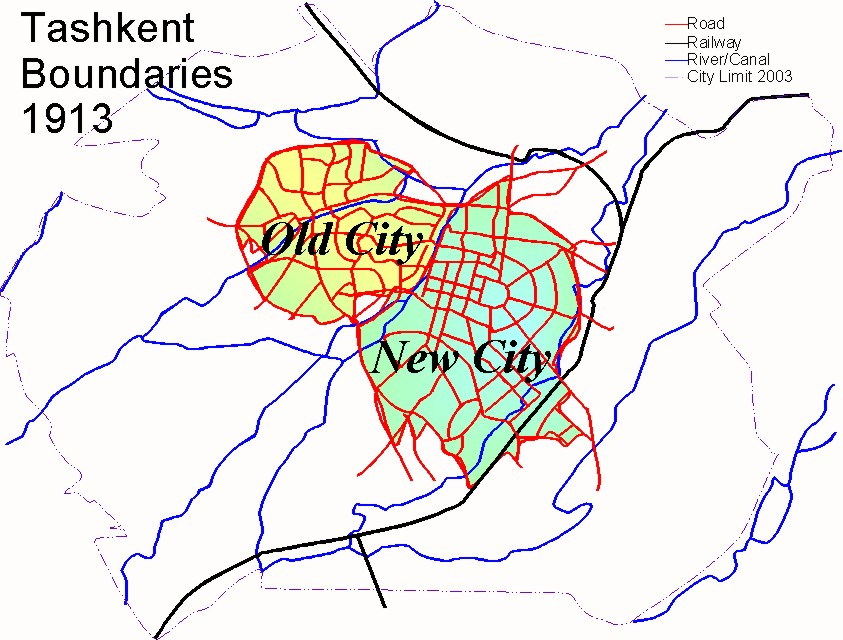
1913
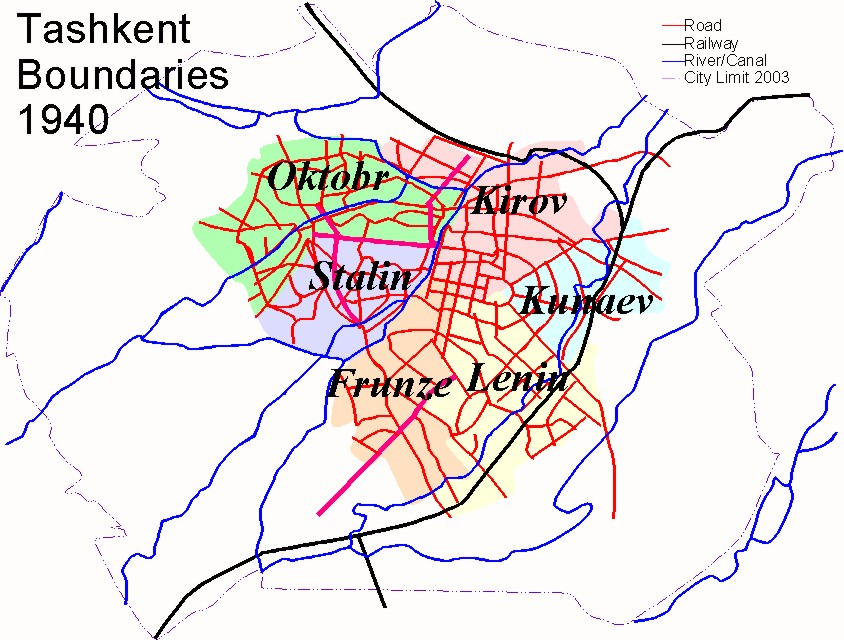
1940
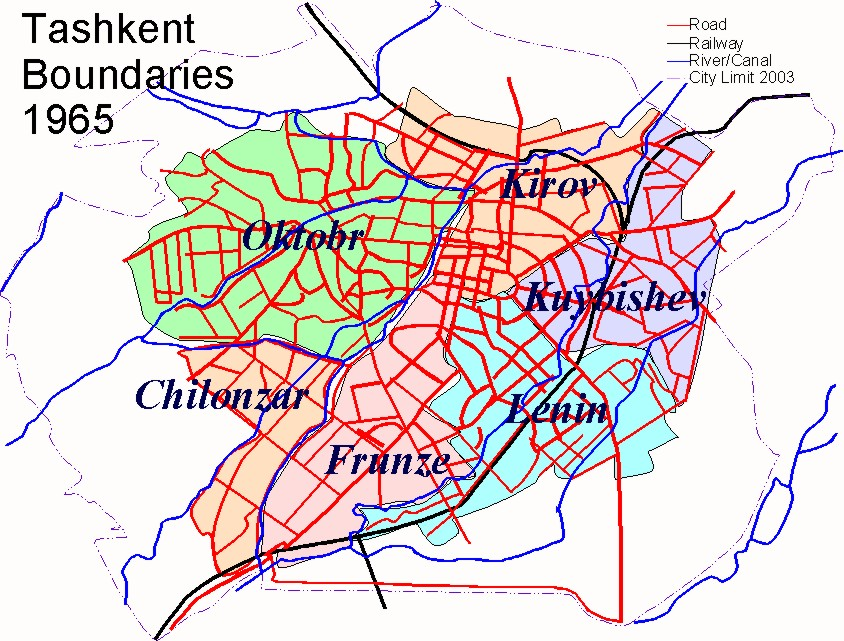
1965
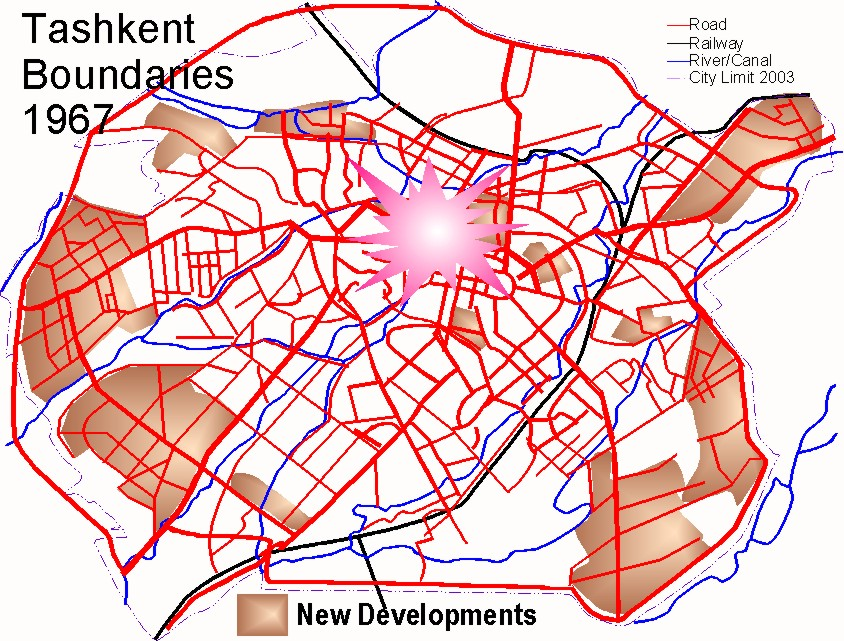
1966 - Reestructuración
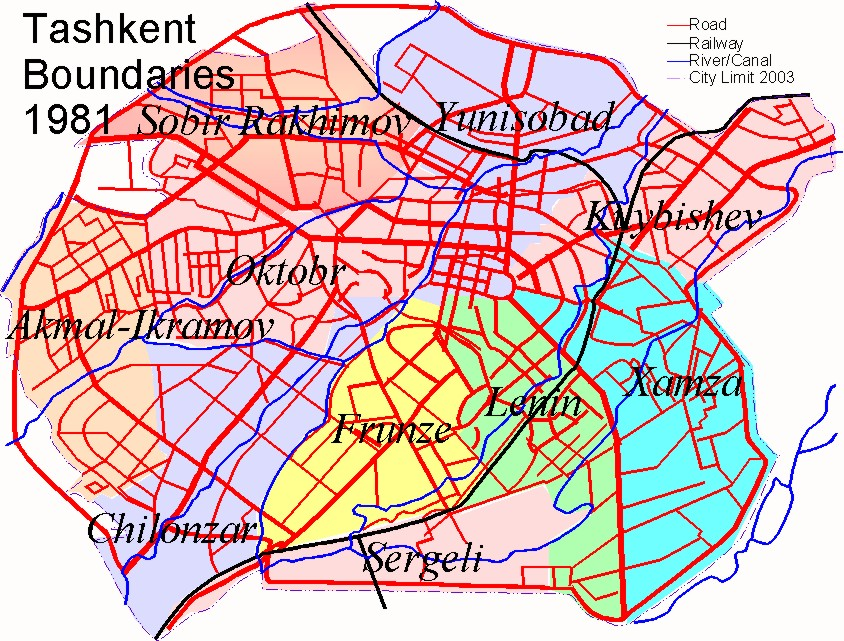
1981
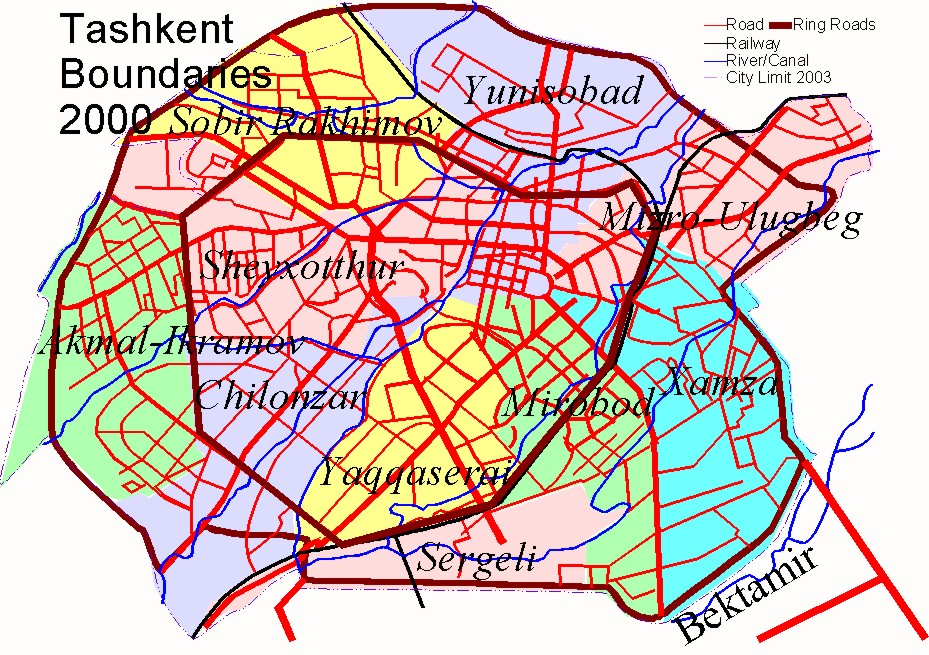
2000

### Clima
Taskent cuenta con un clima mediterráneo continental (Köppen: Csa) muy próximo a un clima continental propio (Köppen : Dsa). Como resultado, Taskent experimenta inviernos fríos y veranos largos, calurosos y secos. Los inviernos abarcan los meses de diciembre, enero y febrero. La mayoría de las precipitaciones se produce durante estos meses (con frecuencia cae en forma de nieve). Sin embargo, la capa de nieve tiende a ser relativamente breve ya que la ciudad experimenta con frecuencia períodos cálidos durante el invierno. La ciudad experimenta dos puntos altos de precipitación, al comienzo del invierno y en la primavera. El patrón de las precipitaciones es ligeramente inusual, parcialmente debido a sus 500 m de altitud. Los veranos son largos, por lo general duran de mayo a septiembre. Taskent puede ser extremadamente calurosa durante los meses de julio y agosto. La ciudad también tiene muy pocas precipitaciones durante el verano, de junio a septiembre.
| Parámetros climáticos promedio de Taskent (1991-2020) | Parámetros climáticos promedio de Taskent (1991-2020) | Parámetros climáticos promedio de Taskent (1991-2020) | Parámetros climáticos promedio de Taskent (1991-2020) | Parámetros climáticos promedio de Taskent (1991-2020) | Parámetros climáticos promedio de Taskent (1991-2020) | Parámetros climáticos promedio de Taskent (1991-2020) | Parámetros climáticos promedio de Taskent (1991-2020) | Parámetros climáticos promedio de Taskent (1991-2020) | Parámetros climáticos promedio de Taskent (1991-2020) | Parámetros climáticos promedio de Taskent (1991-2020) | Parámetros climáticos promedio de Taskent (1991-2020) | Parámetros climáticos promedio de Taskent (1991-2020) | Parámetros climáticos promedio de Taskent (1991-2020) |
| Mes                                                   | Ene.                                                  | Feb.                                                  | Mar.                                                  | Abr.                                                  | May.                                                  | Jun.                                                  | Jul.                                                  | Ago.                                                  | Sep.                                                  | Oct.                                                  | Nov.                                                  | Dic.                                                  | Anual                                                 |
| ----------------------------------------------------- | ----------------------------------------------------- | ----------------------------------------------------- | ----------------------------------------------------- | ----------------------------------------------------- | ----------------------------------------------------- | ----------------------------------------------------- | ----------------------------------------------------- | ----------------------------------------------------- | ----------------------------------------------------- | ----------------------------------------------------- | ----------------------------------------------------- | ----------------------------------------------------- | ----------------------------------------------------- |
| Temp. máx. abs. (°C)                                  | 22.6                                                  | 27.0                                                  | 32.5                                                  | 36.4                                                  | 39.9                                                  | 43.0                                                  | 44.6                                                  | 43.1                                                  | 40.0                                                  | 37.5                                                  | 31.6                                                  | 27.3                                                  | 44.6                                                  |
| Temp. máx. media (°C)                                 | 7.2                                                   | 9.5                                                   | 16.0                                                  | 22.3                                                  | 28.0                                                  | 33.6                                                  | 35.9                                                  | 34.9                                                  | 29.5                                                  | 22.2                                                  | 14.1                                                  | 8.6                                                   | 21.8                                                  |
| Temp. media (°C)                                      | 2.3                                                   | 4.2                                                   | 10.2                                                  | 15.9                                                  | 21.1                                                  | 26.2                                                  | 28.3                                                  | 26.6                                                  | 21.0                                                  | 14.4                                                  | 8.1                                                   | 3.5                                                   | 15.2                                                  |
| Temp. mín. media (°C)                                 | -1.3                                                  | 0.1                                                   | 5.3                                                   | 10.1                                                  | 14.3                                                  | 18.4                                                  | 20.1                                                  | 18.4                                                  | 13.4                                                  | 8.3                                                   | 3.6                                                   | -0.1                                                  | 9.2                                                   |
| Temp. mín. abs. (°C)                                  | -28.0                                                 | -25.6                                                 | -16.9                                                 | -6.3                                                  | -1.7                                                  | 3.8                                                   | 8.2                                                   | 5.7                                                   | 0.1                                                   | -11.2                                                 | -22.1                                                 | -29.5                                                 | -29.5                                                 |
| Precipitación total (mm)                              | 55                                                    | 72                                                    | 66                                                    | 63                                                    | 41                                                    | 17                                                    | 3                                                     | 2                                                     | 5                                                     | 24                                                    | 51                                                    | 58                                                    | 457                                                   |
| Nevadas (cm)                                          | 3                                                     | 2                                                     | 0                                                     | 0                                                     | 0                                                     | 0                                                     | 0                                                     | 0                                                     | 0                                                     | 0                                                     | 0                                                     | 2                                                     | 7                                                     |
| Días de lluvias (≥ 1 mm)                              | 9                                                     | 11                                                    | 14                                                    | 12                                                    | 10                                                    | 6                                                     | 4                                                     | 2                                                     | 3                                                     | 8                                                     | 9                                                     | 10                                                    | 98                                                    |
| Días de nevadas (≥ 1 mm)                              | 9                                                     | 7                                                     | 2                                                     | 0                                                     | 0                                                     | 0                                                     | 0                                                     | 0                                                     | 0                                                     | 1                                                     | 2                                                     | 6                                                     | 27                                                    |
| Horas de sol                                          | 117.3                                                 | 125.3                                                 | 165.1                                                 | 216.8                                                 | 303.4                                                 | 361.8                                                 | 383.7                                                 | 365.8                                                 | 300.9                                                 | 224.8                                                 | 149.5                                                 | 105.9                                                 | 2820.3                                                |
| Humedad relativa (%)                                  | 73                                                    | 68                                                    | 61                                                    | 60                                                    | 53                                                    | 40                                                    | 39                                                    | 42                                                    | 45                                                    | 57                                                    | 66                                                    | 73                                                    | 56.4                                                  |
| Fuente n.º 1: Погода и климат                         |                                                       |                                                       |                                                       |                                                       |                                                       |                                                       |                                                       |                                                       |                                                       |                                                       |                                                       |                                                       |                                                       |
| Fuente n.º 2: NOAA (Horas de sol, 1961-1990)          |                                                       |                                                       |                                                       |                                                       |                                                       |                                                       |                                                       |                                                       |                                                       |                                                       |                                                       |                                                       |                                                       |

## Demografía
En 1983 la población de Taskent era de 1 902 000 personas, en un área de 256 km ², en 1991 el número de residentes permanentes de la capital ascendía a 2 136 600 habitantes. La ciudad era la cuarta ciudad más poblada de la URSS (después de Moscú, Leningrado (San Petersburgo) y Kiev). Hoy en día Taskent mantiene el estatus de la cuarta ciudad en población entre los países de la CEI y el Báltico.
La población residente en Taskent el 1 de enero de 2012 ascendió a 2 309 300 personas (hay estimaciones no oficiales, teniendo en cuenta los migrantes temporales de 3,0 a 4,2 millones de personas), de los cuales a partir de 2008, el 63,0 % son uzbekos, 20,0 % rusos, 4,5 % tártaros, 2,2 % coreanos, 2,1 % tayikos, 1,2 % uigures y 7,0 % de otras nacionalidades.
Aunque como en todo el país el uzbeko es la lengua oficial, en la ciudad el idioma mayoritario sigue siendo el ruso.
La aglomeración de Taskent incluye localidades dentro de un radio de 60 a 70 km, incluyendo también 15 ciudades y 637 asentamientos rurales. La superficie total es de 6400 km².
La población de la aglomeración se calcula en aproximadamente 3 millones de personas en 2001.

## Distritos

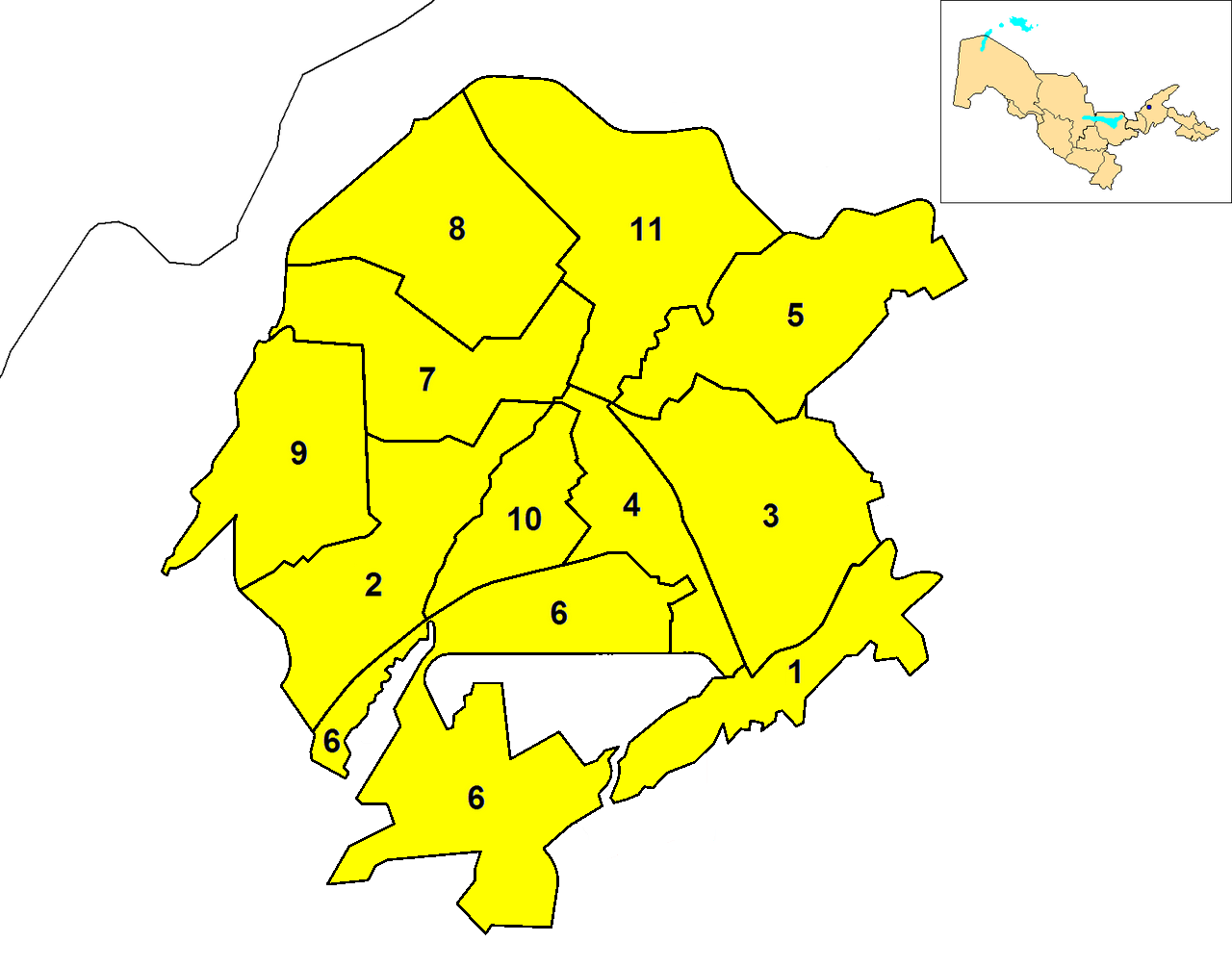
Distritos de la ciudad de Taskent.

Humo Arena

Taskent se encuentra dividido en los siguientes distritos: (en uzbeko tuman):
| Nr | Distrito      | Población (2009) | Área (km²) | Densidad (área/km²) | Mapa |
| -- | ------------- | ---------------- | ---------- | ------------------- | ---- |
| 1  | Bektemir      | 27 500           | 20.5       | 1341                |      |
| 2  | Chilanzar     | 217 000          | 30.0       | 7233                |      |
| 3  | Hamza         | 204 800          | 33.7       | 6077                |      |
| 4  | Mirobod       | 122 700          | 17.1       | 7175                |      |
| 5  | Mirzo Ulugbek | 245 200          | 31.9       | 7687                |      |
| 6  | Sergeli       | 149 000          | 56.0       | 2661                |      |
| 7  | Shayjontohur  | 285 800          | 27.2       | 10 507              |      |
| 8  | Olmazar       | 305 400          | 34.5       | 8852                |      |
| 9  | Uchtepa       | 237 000          | 28.2       | 8404                |      |
| 10 | Yakkasaray    | 115 200          | 14.6       | 7890                |      |
| 11 | Yunusabad     | 296 700          | 41.1       | 7219                |      |

Al momento de tomar el control los zaristas, existían cuatro distritos (en uzbeko daha):
1. Beshyoghoch
2. Kukcha
3. Shayjontojur
4. Sebzor

En 1940, la ciudad tenía los siguientes distritos (en ruso район):
1. Oktyabr
2. Kirov
3. Stalin
4. Frunze
5. Lenin
6. Kuybishev

En 1981, se reorganizó en:
1. Bektemir
2. Akmal-Ikramov (Uchtepa)
3. Jamza
4. Lenin (Mirobod)
5. Kuybishev (Mirzo Ulugbek)
6. Sergeli
7. Oktober (Shayjontojur)
8. Sobir Rajimov (Olmazar)
9. Chilanzar
10. Frunze (Yakkasaray)
11. Kirov (Yunusabad)

## Educación
En Taskent se encuentra la Academia de Ciencias de Uzbekistán, por ello la ciudad tiene una gran influencia institucional en las ciencias uzbekas. Hay una cierta variedad de institutos o universidades de educación superior:

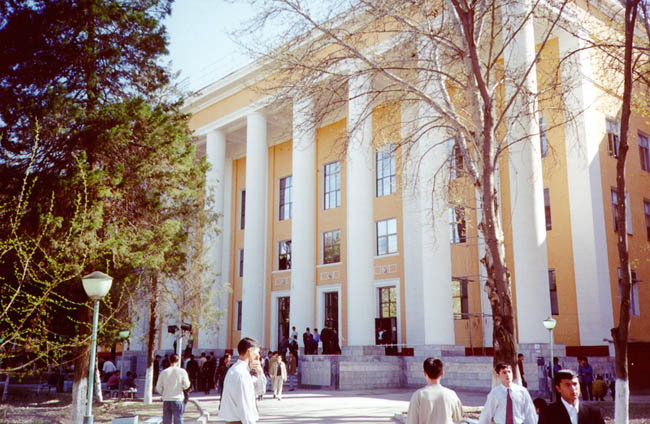
Entrada al edificio de la Universidad de tecnología de la información.

- Universidad nacional de Uzbekistán[24]
- Universidad técnica del estado (provincia de Taskent)
- Universidad estatal de medicina de Taskent
- Universidad estatal de pediatría de Taskent
- Instituto Taskent de arquitectura y construcción
- Instituto Taskent de Automovilismo y construcción de carreteras[25]
- Escuela internacional de negocios (Kelajak Ilmi)[26]
- Universidad Taskent de tecnología de la información[27]
- Universidad internacional Westminster de Taskent[28]
- Universidad de economía y diplomacia internacional
- Universidad estatal de economía
- Instituto estatal de derecho de Taskent
- Instituto Taskent de finanzas
- Universidad estatal de las lenguas mundiales
- Conservatorio de música de Taskent
- Instituto de estudios orientales de Taskent
- Universidad islámica de Taskent[29]
- Instituto de técnicas en desarrollo singapurense de Taskent[30]
- Instituto Taskent de industria textil y de la luz
- Instituto Taskent de ingeniería ferroviaria

## Transporte

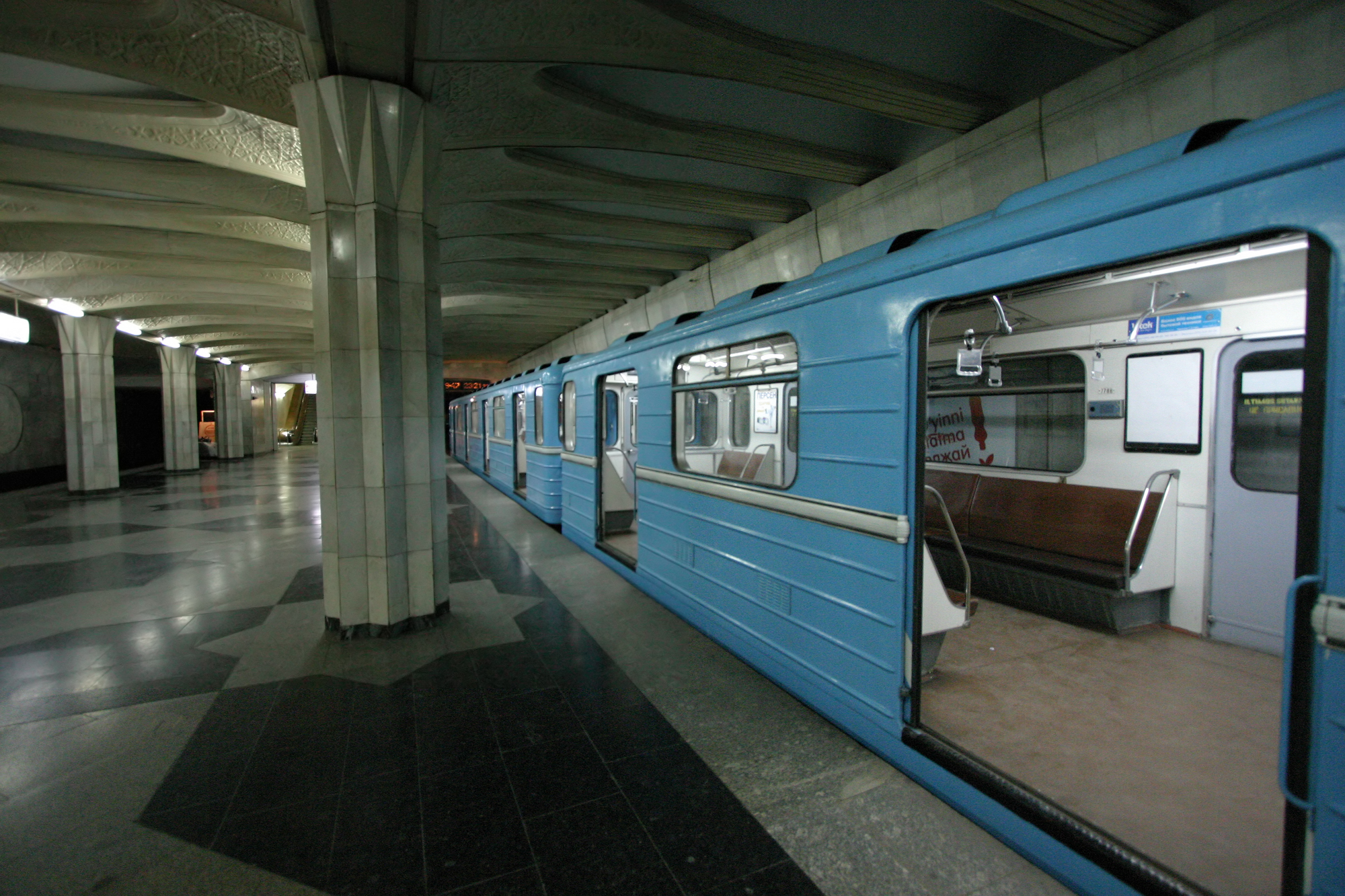
Vista de una de las estaciones el Metro de Taskent.

En el transporte interno por carretera, Taskent cuenta con un sistema de autobuses públicos que son complementados por una flota de taxis. Además, cuenta con un sistema de metro, el Metro de Taskent, que fue inaugurado en 1977, siendo el primero en construirse en Asia Central y el séptimo de la antigua Unión Soviética y que actualmente es el de mayor capacidad de la región. También dispone de un servicio de tranvías.
En cuanto a transporte internacional e interurbano, la ciudad cuenta con un aeropuerto, el Aeropuerto Internacional de Taskent, que la comunica con el resto de Asia, Europa y América y que es el mayor del país. La estación de Taskent es un importante centro ferroviario regional en Asia Central y está unida por una línea ferroviaria de alta velocidad con Samarcanda.

## Deporte
En Taskent, los equipos de fútbol más importantes de la capital son el FC Pajtakor Tashkent, el Lokomotiv Tashkent y el FC Bunyodkor. Los tres clubes compiten en la Liga de fútbol de Uzbekistán, la máxima división del país. Además, en la ciudad se sitúa la sede de la Federación de Fútbol de Uzbekistán, también de que aquí se encuentra el Estadio Pajtakor Markaziy, el estadio de la selección y del Pajtakor.
Taskent es mundialmente conocida porque aquí se disputa en septiembre desde 1999 anualmente un torneo de tenis de la WTA (Torneo de Taskent).
Entre las personalidades de la ciudad en el ámbito deportivo, destaca el famoso ciclista Djamolidine Abdoujaparov, el ajedrecista Nodirbek Abdusattórov, el tenista Denis Istomin y el futbolista Vassilis Hatzipanagis, nacidos en la ciudad. La gimnasta Alina Kabáyeva también nació en Taskent.

## Ciudades hermanadas
Taskent está hermanada con:
| - Almatý, Kazajistán - Ankara, Turquía - Astaná, Kazajistán - Pekín, China - Berlín, Alemania - Biskek, Kirguistán | - El Cairo, Egipto - Dnipró, Ucrania - Estambul, Turquía - Karachi, Pakistán - Kiev, Ucrania - Cortrique, Bélgica | - Moscú, Rusia - Riga, Letonia - Seattle, EUA - Seúl, Corea del Sur - Skopie, Macedonia - Túnez, Túnez |